# Český bunkr (vojenský újezd Libavá)
Český bunkr je železobetonový vojenský bunkr, který se nachází severovýchodně od pramenů potoka Čermná, poblíže zaniklé vesnice Čermná, ve vojenském újezdu Libavá v Oderských vrších v okrese Olomouc v Olomouckém kraji. Bunkr, který pochází z období socialismu, má půdorys podlouhlého obdélníku, je na něm patrné mírné opotřebení. Protože se bunkr a jeho okolí nachází ve vojenském prostoru, je veřejnosti nepřístupný.

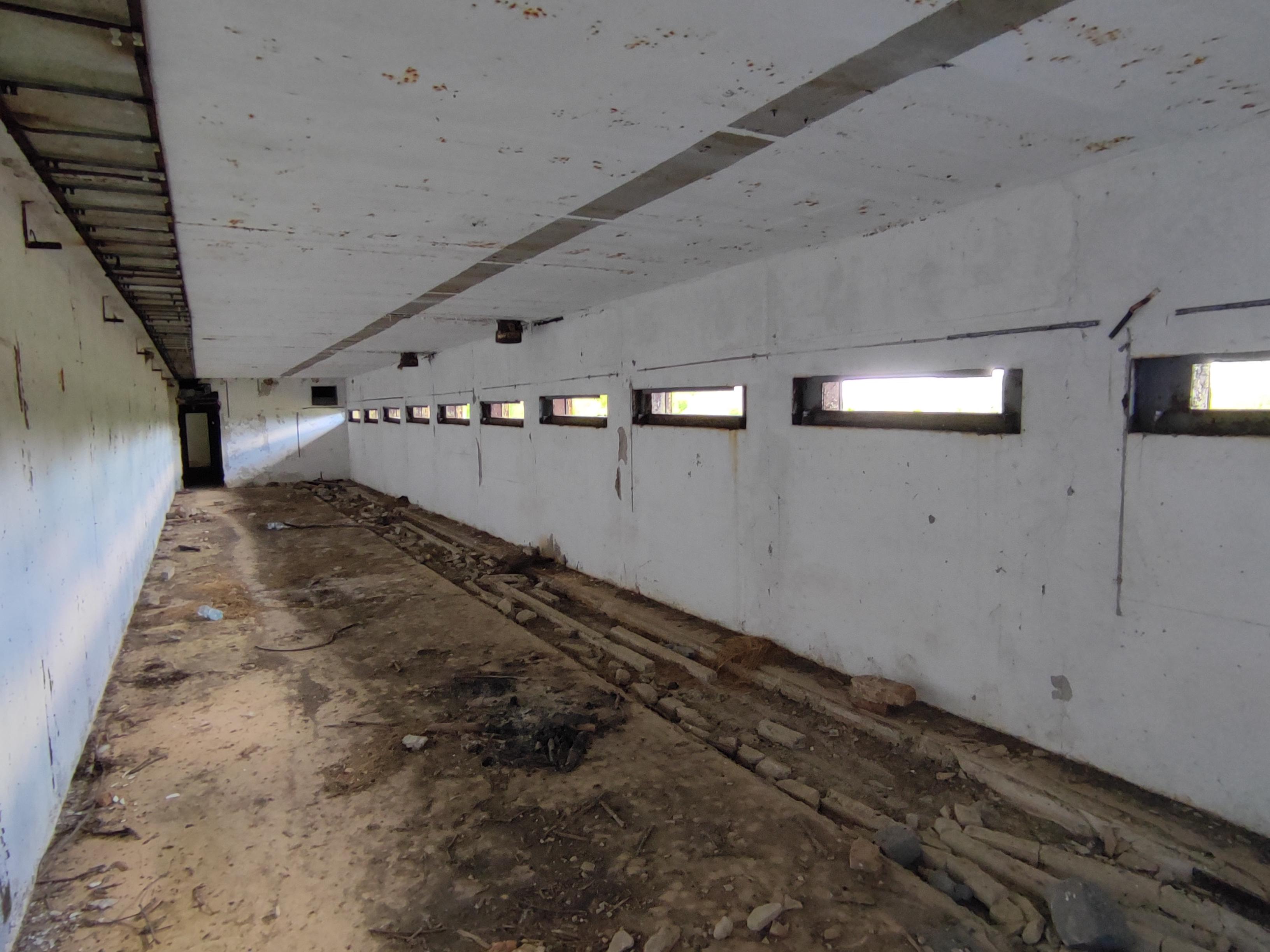
Interiér Českého bunkru